# 刘适文
刘适文（2000年12月1日—），中国男子羽毛球运动员。

## 簡歷
2019年2月，刘适文出戰奧地利羽毛球公開賽，與郭新娃合作贏得男子雙打比賽冠軍。

## 主要比賽成績
只列出曾進入準決賽的國際賽事成績：
| 年份   | 賽事                 | 公開賽級別 | 項目     | 搭檔   | 成績 |
| ------ | -------------------- | ---------- | -------- | ------ | ---- |
| 2017年 | 世界青年羽毛球錦標賽 | 其他       | 混合團體 | －     | 冠軍 |
| 2017年 | 世界青年羽毛球錦標賽 | 其他       | 混合雙打 | 李汶妹 | 銅牌 |
| 2019年 | 奧地利羽毛球公開賽   | 國際挑戰賽 | 男子雙打 | 郭新娃 | 冠軍 |

| 2007-2017年 | 首要超級賽 | 超級賽 | 黃金大獎賽 | 大獎賽 | 國際挑戰賽 | 國際系列賽 | 未來系列賽 | 其他 |

| 2018-2026年 | 總決賽 | 超級1000賽 | 超級750賽 | 超級500賽 | 超級300賽 | 超級100賽 | 國際挑戰賽 | 國際系列賽 | 未來系列賽 | 其他 |